# 渋沢義彦
渋沢 義彦（しぶさわ よしひこ、1917年 - 没年不詳）は、日本の実業家。三菱製鋼（1941年 - 1945年）、三菱化工機（1946年 - 1952年）、高岳製作所（1952年 - 1972年）などに勤めた人物である。

## 家族
父は渋沢義一（1879年 - 没年不詳）、母は渋沢（旧姓：清野）テイ、妻は渋沢（旧姓：山下）富佐子である。子供に渋沢啓子がいる。